# タイワンリス
タイワンリス（台湾栗鼠、Callosciurus erythraeus thaiwanensis）は、ネズミ目リス科ハイガシラリス属（Callosciurus タイワンリス属、クリハラリス属とも）に属する小型のリス類の1種である。アジア全域（中国からマレー半島）にかけて広く分布するクリハラリス Callosciurus erythraeus の台湾固有亜種である。
本種を別種のハイガシラリス Callosciurus canicepus (Gray,1842) の一亜種とする説があった。しかし、台湾にはハイガシラリスは分布しないとする説 (A.Duff & A.Lawson 他) により、一般的にはクリハラリスの一亜種とされる。

## 形態
ニホンリスより一回り大きく、頭胴長が20-22 cm、尾長が17-20 cm、体重が360 gほどになる。短い体毛をもち、背面は灰褐色、腹部は淡褐色または赤褐色になる。さらに背面には黒と黄土色の毛が混じる。

## 生態
昼行性であり、単体で行動する。しかし、幼少期などは群で行動を共にする。木の枝から枝へ1mほど飛ぶことがある。
普通は低山帯から亜高山帯にかけての常緑広葉樹林に生息するが、市街地の緑地や公園、寺院や神社の鎮守の森などの環境にも適応することができる。ワンワン、クックッという鳴き声は小型犬やアカゲラの声に似ている。猛禽類やヘビ類などの天敵が近づいた時には、警戒音を出して仲間に知らせ合う行動が知られている。
植物性のエサを主体とした雑食性であり、樹木の果実や種子、花や葉を食べる。時にはアリやセミのような昆虫や、カタツムリなどを捕食することがある。
繁殖期には細い木の枝を集めて樹上に巣を作る。木の葉が落ちた冬には丸見えになった巣を観察することができる。繁殖期は特に決まっておらず、年に1-2回繁殖する。中には、年3回繁殖した例もある。

## 外来種問題

### 導入
元々台湾に分布しており、日本では1935年に伊豆大島の公園から逃げ出したのを皮切りに、神奈川県南東部、静岡県東伊豆町、岐阜県岐阜市（金華山）、大阪府大阪市（大阪城）、和歌山県和歌山市（友ヶ島・和歌山城）、長崎県、熊本県など日本各地に観光用として放されたり、逃げ出したりして広く定着している。伊豆大島では、1935年に飼育個体が逃げ出してから分布を広げ、島内全域に生息するようになった。
神奈川県の江ノ島では、1951年に伊豆大島から連れてきた54匹のタイワンリスを江ノ島植物園で飼育した。しかし、台風で飼育小屋が壊れたことで逃げ出し、弁天橋を渡って鎌倉市内に入り込んで繁殖するようになったと言われている。また、鎌倉市内の個体については、別荘地で飼われていた個体が逃げ出し野生化したとする説もある。
アルゼンチン、フランス、ベルギー、イタリア、オランダにも移入分布する。

### 影響

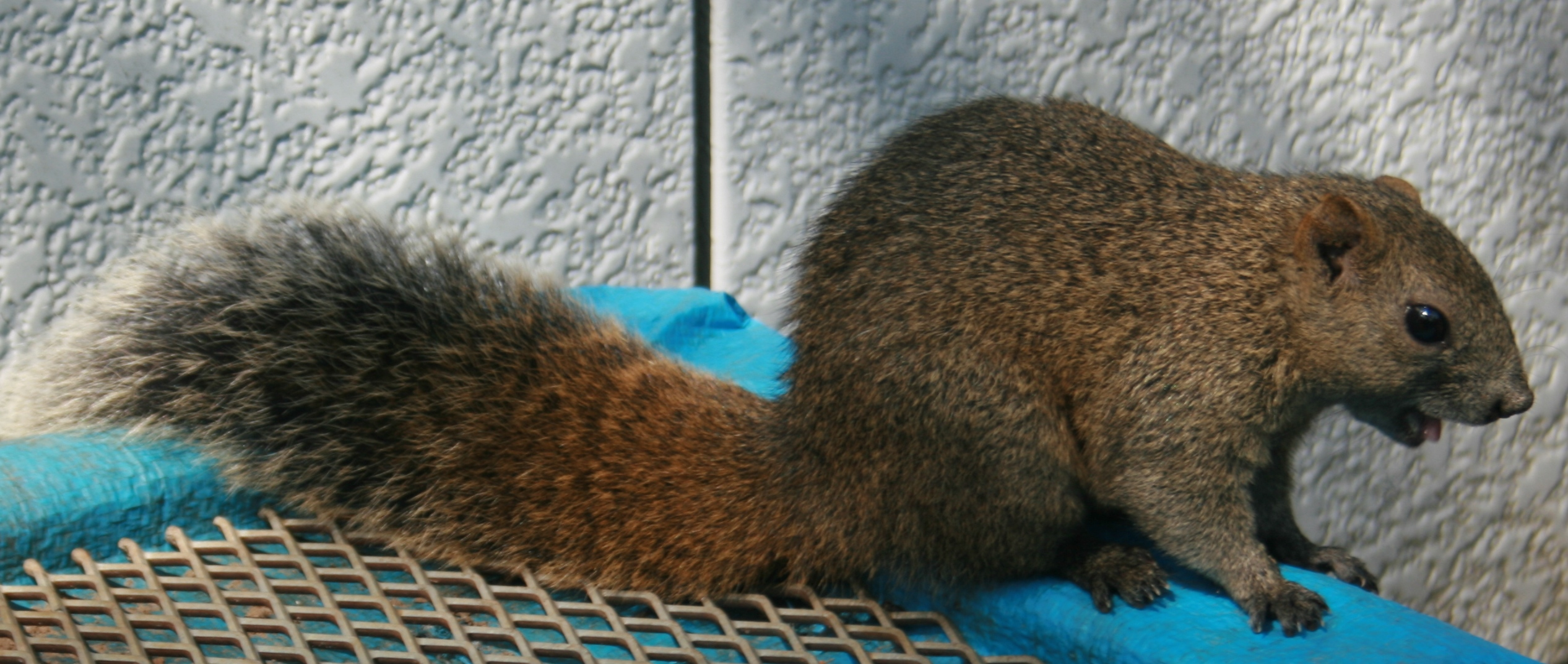
岐阜市の金華山リス村の動物園では、タイワンリスが飼育展示されている。

1980年代になり、個体数が増えて分布が拡大したことで在来種であるニホンリスと競合し、ニホンリスの地域的な絶滅要因になる可能性が懸念されている。コゲラやシジュウカラといった小鳥の巣がある樹洞の入り口をかじって広げ、中にいる雛や卵を食べる被害も報告されている。餌の少ない冬場などは人家近くに現れることも多い。主に木の実を食べる。ツバキの蕾や収穫前の果実を食べることや、樹木の樹皮をはがして食べることがあり、食害が問題になっている地域もある。また地域によっては、電線や電話線をかじる、雨戸などの家屋をかじるといった被害も出ている。
神奈川県鎌倉市では、民家の天井裏などに住み着き、庭の果樹をかじる、物干し竿を伝い歩きすることによって洗濯物を汚す、電線や電話線をかじるなどの被害が出ている。また英勝寺では、市指定天然記念物であるワビスケの樹皮が剥がされる被害がでている。鎌倉市では、1999年からタイワンリスに対する餌付けを禁止し、捕獲作業を行っている。捕獲を開始してからは、年々捕獲数、被害相談件数ともに減少している。
長崎県壱岐市や五島市（鬼岳山麓）では、植林したスギやヒノキの樹皮を食害したり、農園の果樹や農作物を食害したりする被害がでている。そのため、かご罠や捕獲檻などを使った駆除が行われている。2005年度における両市での捕獲頭数は5623頭になり、被害総額は182万円にのぼった。
伊豆大島では、島内で敷設されている送電線を、タイワンリスが渡ったりかじったりすることによる停電被害の未然防止のために、特別な皮膜で覆われたものに交換した。

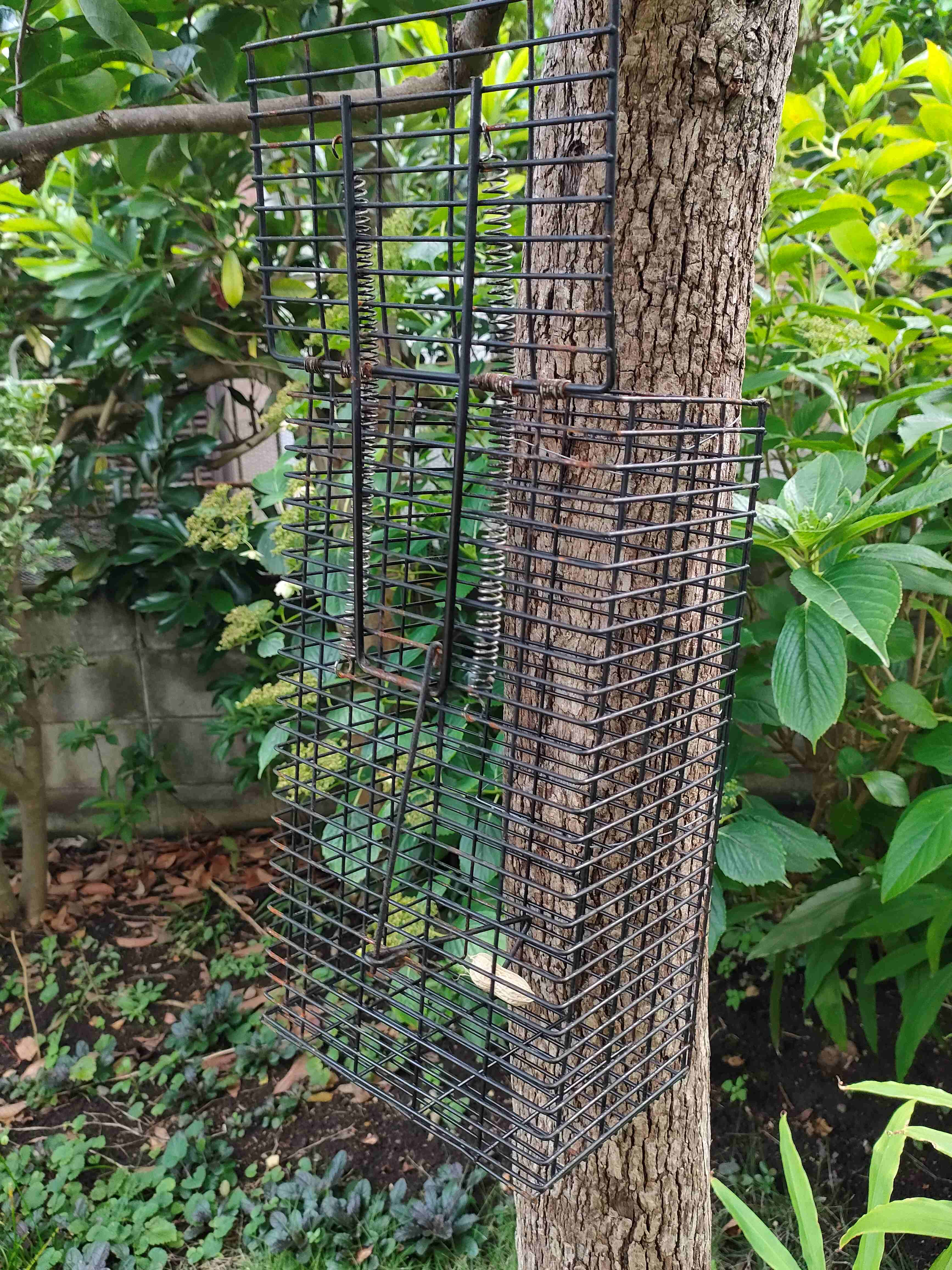
タイワンリス捕獲檻

2005年に外来生物法による特定外来生物に指定された。したがって、飼育などが原則的に禁止されている。しかし、岐阜県岐阜市の金華山にはタイワンリスと遊べる「金華山リス村」が所在する。
被害が大きい神奈川県などでは、県の方針に沿って市町村が業者を通して「タイワンリス捕獲檻」（別名：箱檻）の無料貸し出しを行なっていて、捕獲後のタイワンリスは業者へ引き渡される。